# Heavy (álbum de Iron Butterfly)
Heavy é o álbum de estréia do Iron Butterfly, lançado em 1968.
Três dos membros do grupo (Jerry Penrod, Darryl DeLoach e Danny Weis) deixaram a banda pouco depois que o álbum foi gravado, deixando Ingle e Bushy para encontrar substituições. No Billboard Charts,  Heavy  é um sucesso comercial, alcançando o número 78 nos charts da Billboard.

## Faixas
1. "Possession"  – 2:45
2. "Unconscious Power" – 2:32
3. "Get Out of My Life, Woman" – 3:58
4. "Gentle as It May Seem" – 2:28
5. "You Can't Win" – 2:41
6. "So-Lo " – 4:05
7. "Look for the Sun"  – 2:14
8. "Fields of Sun" – 3:12
9. "Stamped Ideas" – 2:08
10. "Iron Butterfly Theme" – 4:34